# Campeonato Europeo de Lucha de 1991
El XLIII Campeonato Europeo de Lucha se celebró en el año 1991 en dos sedes distintas. Las competiciones de lucha grecorromana en Aschaffenburg (Alemania) y las de lucha libre en Stuttgart (Alemania). Fue organizado por la Federación Internacional de Luchas Asociadas (FILA) y las correspondientes federaciones nacionales de los países sedes respectivos.

## Resultados

### Lucha grecorromana
| Evento | Oro                            | Plata                        | Bronce                     |
| ------ | ------------------------------ | ---------------------------- | -------------------------- |
| 48 kg  | József Faragó · Hungría        | Serguei Suvorov URSS         | Nuran Pelikian Bulgaria    |
| 52 kg  | Bratan Tsenov Bulgaria         | Dariusz Piaskowski · Polonia | Alfred Ter-Mkrtchian URSS  |
| 57 kg  | Alexandr Ignatenko URSS        | Marian Sandu · Rumania       | Rıfat Yıldız · Alemania    |
| 62 kg  | Włodzimierz Zawadzki · Polonia | Mario Büttner · Alemania     | Guennadi Atmakin URSS      |
| 68 kg  | Kamandar Madzhidov URSS        | Marthin Kornbakk · Suecia    | Attila Repka · Hungría     |
| 74 kg  | Mnatsakan Iskandarian URSS     | Tuomo Karila · Finlandia     | Torbjörn Kornbakk · Suecia |
| 82 kg  | Péter Farkas · Hungría         | Pavel Frinta Checoslovaquia  | Thomas Zander · Alemania   |
| 90 kg  | Pavel Potapov URSS             | Ivailo Yordanov Bulgaria     | Tibor Komáromi · Hungría   |
| 100 kg | Serguei Demiashkevich URSS     | Andreas Steinbach · Alemania | Sándor Major · Hungría     |
| 130 kg | Alexandr Karelin URSS          | Tomas Johansson · Suecia     | György Kékes · Hungría     |

### Lucha libre
| Evento | Oro                           | Plata                          | Bronce                     |
| ------ | ----------------------------- | ------------------------------ | -------------------------- |
| 48 kg  | Reiner Heugabel · Alemania    | Stanisław Szostecki · Polonia  | Vugar Orudzhov URSS        |
| 52 kg  | Vladimir Toguzov URSS         | Stanislaw Kaczmarek · Alemania | Thierry Bourdin Francia    |
| 57 kg  | Bagautdin Umajanov URSS       | Remzi Musaoğlu Turquía         | Zoran Šorov Yugoslavia     |
| 62 kg  | Metin Kaplan Turquía          | Gadzhi Rashidov URSS           | Ralf Lyding · Alemania     |
| 68 kg  | Georg Schwabenland · Alemania | Maxim Geller Israel            | Gérard Santoro Francia     |
| 74 kg  | Alexander Leipold · Alemania  | Nazyr Gadzhijanov URSS         | Selahattin Yiğit Turquía   |
| 82 kg  | Elmadi Zhabrailov URSS        | Hans Gstöttner · Alemania      | Sebahattin Öztürk Turquía  |
| 90 kg  | Majarbek Jadartsev URSS       | Gábor Tóth · Hungría           | Efrahim Kamberoğlu Turquía |
| 100 kg | Ali Kayalı Turquía            | Andrei Golovko URSS            | Heiko Balz · Alemania      |
| 130 kg | Andreas Schröder · Alemania   | Oleg Naniyev URSS              | Mahmut Demir Turquía       |

## Medallero
| Núm. | País           | Oro | Plata | Bronce | Total |
| ---- | -------------- | --- | ----- | ------ | ----- |
| 1    | URSS           | 10  | 5     | 3      | 18    |
| 2    | Alemania       | 4   | 4     | 4      | 12    |
| 3    | Hungría        | 2   | 1     | 4      | 7     |
| 3    | Turquía        | 2   | 1     | 4      | 7     |
| 5    | Polonia        | 1   | 2     | 0      | 3     |
| 6    | Bulgaria       | 1   | 1     | 1      | 3     |
| 7    | Suecia         | 0   | 2     | 1      | 3     |
| 8    | Checoslovaquia | 0   | 1     | 0      | 1     |
| 8    | Finlandia      | 0   | 1     | 0      | 1     |
| 8    | Israel         | 0   | 1     | 0      | 1     |
| 8    | Rumania        | 0   | 1     | 0      | 1     |
| 12   | Francia        | 0   | 0     | 2      | 2     |
| 13   | Yugoslavia     | 0   | 0     | 1      | 1     |
|      | TOTAL          | 20  | 20    | 20     | 60    |